# Lind (Viersen)
Lind, eine Gehöftsiedlung,  ist ein Ortsteil des Stadtteiles Boisheim der Stadt Viersen in Nordrhein-Westfalen. 

## Geographische Lage
Der Ort liegt zwischen Boisheim und Dülken. Nördlich des Ortes verläuft die Bundesautobahn 61.

## Sehenswürdigkeiten
Zu den Sehenswürdigkeiten im Ort zählt die Wegekapelle von 1911/12.